# هنري بيلي (سياسي)
هنري بيلي (بالإنجليزية: Henry Bailey)‏ هو سياسي أسترالي، ولد في 9 سبتمبر 1876، وتوفي في 26 يوليو 1962. حزبياً، نشط في حزب العمال الأسترالي. وقد انتخب عضو الجمعية التشريعية فيكتوريا.